# Captured Live (Legs Diamond)
Captured Live è un live album dei Legs Diamond, pubblicato nel 1992 per l'etichetta discografica Zoom Club Records.

## Tracce
1. Intro: Things to Come - Epilogue (Bliss) 2:05
2. Out on Bail (May, Poole, Prince, Sanford) 3:36
3. Rok Doktor (May, Prince, Sanford) 4:11
4. World on Fire (Prince, Romeo, Sanford) 5:04
5. Walk Away (Eaton, Prince) 5:18
6. I Am for You (Christie, Prince, Romeo) 4:36
7. Guitar Solo (Romeo) 2:18
8. Satin Peacock (Diamond, Prince) 5:06
9. Nervous (Prince, Romeo, Sanford) 4:11
10. Woman (Diamond, Romeo, Sanford) 8:21
11. Town Bad Girl (Prince, Romeo) 4:16
12. Underworld King (Diamond, Romeo) 3:31
13. Drum Solo (Watson) 2:41
14. I Think I Got It (Romeo) 7:44
15. Stage Fright (Prince) 5:33
16. Fan Fare 2:34

### Tracce bonus (2001)
- 17. Painkiller (Prince, Romeo) 5:25
- 18. Fugitive (May, Prince) 3:49
- 19. Moonlight (Beethoven) 5:01 (Ludwig van Beethoven Cover)
- 20. The Wish (Marcus, Prince, Sanford) 9:00
- 21. Immigrant Song (Page, Plant) 4:12 (Led Zeppelin Cover)

## Formazione
- Rick Sanford - voce
- Roger Romeo - chitarra solista, cori
- Mike Prince - chitarra ritmica, tastiere, cori
- Mike Christie - basso, cori
- Dusty Watson - batteria